# S-350 (路面電車車両)
S-350は、イタリアの車両メーカーであったソシミ（Socimi S.p.A.）が1989年に試作した路面電車車両。車内全体の床面高さが350 mmに統一された、世界初の100％超低床電車であった。

## 概要
アメリカのヘドリー・ドイル・ステップレス・ストリートカーやドイツの低床構造の二軸車（Niederflurwagen）など世界各地で導入されながらも、車両自体の不具合や第二次世界大戦などの影響で途絶えていた、段差なしで乗降が可能な超低床電車開発の動きは、1984年にスイス・ジュネーヴ市電向けに製造されたBe4/6形電車から再び始まった。そして1987年から量産が始まったフランス・グルノーブル市電向けのフランス標準型路面電車（TFS、第二世代）など部分超低床電車が世界各地で盛んに製造された。
一方、イタリアでも同時期に超低床電車の研究が開始されており、ジュネーヴ市電と同年の1984年に、ミラノ市電の旧型電車2両を大改造した、電磁吸着ブレーキや出力を増強した電動機を搭載した動力台車と床面高さ350 mmの中間車体を有する2車体連接構造の部分超低床電車がフィレマ（Firema）によって試作された。また1989年からはトリノ市電向けの部分超低床電車がフィアットによって量産された。だが、これらの部分超低床電車は動力台車の箇所が高床構造であるため車内に段差が存在し、乗客の往来や収容量の増加の面で課題があった。そこで同年、動力台車部分も含めた車内全体が低床構造になっている電動車としてソシミが試作したのがS-350である。
従来の超低床電車と異なりS-350は単独で走行可能な全長14,000 mmのボギー車で、片側4箇所に乗降扉が設置された片運転台の車両だった。2基搭載されている動力台車は軸距1,400 mmという小型構造であり、各小径車輪の外側上部に主電動機を搭載する事により、車内通路の段差を廃し全体の床面高さを350 mmに統一する事を可能とした。ただし小型とはいえ構造自体は従来のボギー台車であり、曲線通過時に回転する空間を確保するため台車がある箇所の通路が大幅に狭くなるという欠点を抱えていた。軸受にはローラーベアリングが用いられた。

## 製造後
1989年6月に製造後、S-350はローマ市電に導入され各系統で使用された。試験結果は1990年から量産された部分超低床電車であるローマ市電9000形電車に活かされた他、主電動機を小径車輪の外側に配置する構造はソシミが設計に協力したユーロトラムに採用された。だが1992年に発覚したスキャンダルの結果ソシミが1994年に破産した結果、S-350も運用から離脱し、2016年現在はアルストムのサビリャーノ工場で留置されている事が確認されている。